# Josip Špoljarić
Josip Špoljarić (Eszék, 1997. január 5. –) horvát korosztályos válogatott labdarúgó, a Zalaegerszeg játékosa.

## Pályafutása

### Klubcsapatokban
Az NK Osijek utánpótlásában nevelkedett. 2014. augusztus 11-én mutatkozott be az első csapatban a bajnokságban az HNK Hajduk Split ellen 2–1-re elvesztett találkozón. 2015. május 9-én első bajnoki gólját is megszerezte az HNK Hajduk Split ellen. Kölcsönben megfordult a tartalék csapatban és a Dugopoljénél is. 2018-ban a rövid ideig az olasz Santarcangelo csapatát is erősítette kölcsönben. A 2020–21-es idényt az NK Istra csapatánál töltötte szintén kölcsönben. 2020. november 25-én az Osijek ellen szerezte meg első bajnoki gólját új klubjában a 4–1-re elvesztett mérkőzésen. 2021. július 28-án jelentették be, hogy a magyar Zalaegerszeg csapatához került egy szezonra kölcsönbe.

### A válogatottban
Többszörös horvát korosztályos válogatott labdarúgó.

## Foorások
- Josip Špoljarić adatlapja a Transfermarkt oldalon (németül)
- Josip Špoljarić adatlapja a Soccerway oldalon (angolul)
- Špoljarić Josip (magyar nyelven). hlsz.hu